# Bobby Colomby
Robert Wayne Colomby, znany w świecie muzycznym jako Bobby Colomby (ur. 20 grudnia 1944 w Nowym Jorku) – amerykański muzyk, kompozytor, producent muzyczny, prezenter telewizyjny, najbardziej znany jako członek zespołu Blood, Sweat and Tears.
Trzykrotnie zdobył Nagrodę Grammy, a sześciokrotnie był do niej nominowany.

## Życiorys i kariera muzyczna

### Początki
Bobby Colomby urodził się 20 grudnia 1944 roku w Nowym Jorku. Jego ojciec, Saul Golombek wyemigrował wraz rodziną wiosną 1939 roku do Stanów Zjednoczonych z powodu nazistowskich prześladowań. Po przyjeździe osiedlił się w Nowym Jorku zmieniając imię i nazwisko na Fred Colomby. Założył firmę zegarmistrzowską, w której pracowała również jego żona Elsie z domu Ries. Bobby Colomby dorastał w bardzo muzykalnej rodzinie. Jego brat Harry był przez 14 lat menadżerem Theloniousa Monka, zaś drugi brat, Jules, również muzyk jazzowy, był bliskim przyjacielem Milesa Davisa. Bobby w wieku piętnastu lat zaczął grać na perkusji kontynuując równolegle swoją edukację, zakończoną tytułem licencjata z psychologii. Podczas studiów podyplomowych postanowił zająć się muzyką. Jedyną muzyką, której słuchał, był jazz. Ekscytował go w nim styl muzycznej ekspresji, który uważał za wyjątkowy, inteligentny i spontaniczny. Był zdania, iż muzyka pop nie była tak pomysłowa. Była przewidywalna, rzadko obfitując w niespodzianki.

### Kariera muzyczna

#### Blood, Sweat & Tears
W 1967 roku wraz ze Steve’em Katzem i Alem Kooperem założył zespół Blood, Sweat & Tears, rozpoczynając w nim blisko dziesięcioletnią karierę. Swoim powstaniem Blood Sweat & Tears zdefiniował nową kategorię w muzyce popularnej: jazz-rock.  Nigdy nie została uznana przez krytyków za czystą formę sztuki, ale raczej za hybrydę.
Cztery pierwsze albumy zespołu zdobyły certyfikat złotej płyty. Podobny certyfikat zdobyły trzy jego single: „You've Made Me So Very Happy”, „Spinning Wheel” i „And When I Die”. Dodatkowo drugi album, Blood, Sweat & Tears zdobył nagrodę Grammy w kategorii: Album roku. Colomby wyprodukował również szereg albumów zespołu. Odszedl z niego w 1976 roku.

#### Kariera solowa
W 1976 roku Colomby był producentem debiutanckiego albumu Jaco Pastoriusa. Jako wiceprezes ds. A&R w Epic Records był producentem wykonawczym albumu Destiny zespołu The Jacksons (1978)). 
Również w 1978 roku grał na perkusji i instrumentach perkusyjnych na nominowanym do nagrody Grammy albumie Eddiego Palmieriego Lucumí, Macumba, Voodoo.
Podczas trwającej pięć lat kadencji na takim samym stanowisku w Capitol Records wyprodukował albumy takich artystów jak America i Tavares.
Przez kilka lat pod koniec lat 80. był reporterem programów telewizyjnych Entertainment Tonight i CBS This Morning.
Pracując jako starszy konsultant ds. A&R w EMI/Manhattan Records, podpisał kontrakty i zajmował się rozwojem artystycznym takich wykonawców jak: Robbie Nevil, Thomas Dolby i Richard Marx. Z tym ostatnim założył w 2000 roku krótko istniejącą wytwórnię Signal 21.
W 2002 roku rozpoczął produkcję szeregu albumów trębacza Chrisa Bottiego, w tym: "December, When I Fall in Love, To Love Again, Italia  i Impressions oraz DVD: Chris Botti Live with Special Guests i Chris Botti in Boston.

## Nagrody i wyróżnienia
- Nagroda Grammy – 3 zdobyte, 6 nominacji[10].